# 2005 у Тернополі
| Роки в Тернополі: ← · 2000 · 2001 · 2002 · 2003 · 2004 · 2005 · 2006 · 2007 · 2008 · 2009 · 2010 · 2011 · 2012 · 2013 · 2014 · 2015 · 2016 · 2017 · 2018 · 2019 · 2020 · 2021 · 2022 · 2023 · 2024 Див. також: XIX століття · XX століття |

- 465 років із часу заснування міста Тернополя (1540).

## Річниці

### Річниці заснування, утворення
- 10 березня — 95 років тому (1910) в Тернополі вперше в Україні перевидано «Русалку Дністрову».
- 15 квітня — 65 років тому (1940) відкрито Тернопільський національний педагогічний університет імені Володимира Гнатюка.
- 28 травня — 10 років тому (1995) в Тернополі відкрито пам'ятник Іванові Франку.
- 1 вересня — 45 років тому (1960) відкрито Тернопільський національний технічний університет імені Івана Пулюя.
- 18 жовтня — 90 років з дня заснування «Тернопільських театральних вечорів» (1915).
- 18 жовтня — 75 років Тернопільському академічному обласному драматичному театру імені Т. Г. Шевченка (1930).
- 1 листопада — 25 років тому (1980) відкрито Тернопільський академічний обласний театр актора і ляльки.
- 22 грудня — 135 років від дня введення в експлуатацію Тернопільської залізничної станції (1870).
- 25 грудня — 30 років з дня пуску першого тролейбуса в Тернополі.

### Річниці від дня народження
- 12 січня — 125 років від дня народження українського композитора, диригента, педагога Василя Безкоровайного (1880—1966).
- 10 березня — 65 років від дня народження українського мистецтвознавця, педагога, культурного діяча Ігоря Дуди (нар. 1940).
- 17 березня — 120 років від дня народження українського письменника, журналіста, етнографа Франца Коковського (1885—1940).
- 1 квітня — 255 років від дня народження філософа, просвітителя, громадського діяча Гуго Коллонтая (1750—1812).
- 1 квітня — 100 років від дня народження українського диригента, режисера, педагога, композитора Богдана Сарамаґи (1905—1975).
- 17 квітня — 50 років від дня народження української драматичної акторки, співачки (сопрано) Наталі Маліманової (нар. 1955).
- 5 травня — 150 років від дня народження української драматичної артистки і співачки (сопрано) Антоніни Осиповичевої (1855—1926).
- 31 травня — 100 років від дня народження українського художника Андрія Наконечного (1905—1983).
- 1 серпня — 80 років від дня народження українського поета, перекладача Петра Тимочка (1925—2005).
- 16 жовтня — 80 років від дня народження художника, реставратора Діонізія Шолдри (1925—1995).
- 13 листопада — 135 років від дня народження академіка, вченого-правника, політичного діяча Станіслава Дністрянського (1870—1935).

## Події
- із Заліщиків на баланс комунальному підприємству «Тернопільелектротранс» передали круїзний теплохід «Герой Танцоров», який після ремонту почав з 2006 року плавати по міському ставу;
- 12 липня — Преосвященніший владика Тернопільсько-Зборівський Кир Михаїл Сабрига посвятив церкву на честь святого апостола Петра.

## З'явилися
- створено музичний гурт «Називний відмінок»;
- засновано обласний україномовний тижневик «Номер один»;
- у Кутківцях засновано парафію і розпочато будівництво храму святих Бориса і Гліба УГКЦ[1].

## Видання
- «Пацики» — роман Анатолія Дністрового у київському видавництві «Факт».